# Орликова, Валентина Яковлевна
Валенти́на Я́ковлевна О́рликова (19.02.1915 — 31.01.1986) — капитан дальнего плавания, первая в мире женщина-капитан большого морозильного рыболовного траулера и китобойного судна, Герой Социалистического Труда (1960). Ходила штурманом и помощником капитана на международных рейсах во время Второй мировой войны.

## Биография
Родилась 19 февраля 1915 года в городе Сретенске, ныне Забайкальского края, в семье служащих. Русская.
В 1918 году с родителями переехала в город Владивосток. Здесь выросла, окончила школу. Трудовую деятельность начала подручной судосборщика на заводе «Дальзавод». Одновременно училась во Владивостокском водном техникуме путей сообщений, на вечернем отделении, окончила 4 курса.
В 1932 году с родителями переехала в Москву. В том же году уехала в город Ленинград, где работала чертёжницей в конструкторском бюро Балтийского завода и училась на рабфаке кораблестроительного института. В институте окончила только 1 курс. Заболела и вынуждена была вернуться к родителям. Работала на строительстве канала Москва-Волга, а осенью 1937 года восстановилась в кораблестроительном институте. После второго курса перевелась на судоводительский факультет Ленинградского института инженеров водного транспорта. Проходила практику на паруснике «Вега», наравне с мужчинами несла все матросские вахты, изучала штурманское дело. В мае 1941 года успешно окончила институт, но получить диплом помешала война.
С началом Великой Отечественной войны работала штурманом-практикантом на одном из судов Балтийского пароходства. Участвовала в эвакуации раненых из Таллина в августе 1941 года. В феврале 1942 года сдала выпускные экзамены на инженера-судоводителя, получила диплом штурмана малого плавания и направление в Северное морское пароходство, город Архангельск. С августа 1942 года работала на теплоходе «Двина» четвёртым штурманом, затем третьим помощником капитана.
Первый дальний рейс совершила в ноябре 1942 года — январе 1943 года. После неудачной попытки пройти Северным морским путём теплоход «Двина» с грузом марганцевой руды совершил одиночный переход в США через Исландию и Северную Атлантику. В апреле-июне 1943 года на теплоходе «Двина» совершила переход Нью-Йорк — Панамский канал — Сан-Франциско — Владивосток. Во время пребывания в США принимала участие в съёмках очередного выпуска «Army-Navy Screen Magazine» («Киножурнал армии и флота», выпуск 6 за 1943 год), где по-английски рассказывала ведущей — актрисе Ширли Бут о своей службе. В конце войны работала на линии Владивосток — США, совершила ещё три рейса. В конце 1944 года возвратилась в Балтийское пароходство. Ходила старшим помощником капитана на европейских линиях: из Ленинграда в Швецию, Норвегию, Финляндию. В начале 1945 года получила диплом штурмана дальнего плавания. В 1946 году была переведена в Москву в Наркомат рыбной промышленности. Через год уехала на Дальний Восток. Пять лет работала капитаном китобойного судна «Шторм» в составе Курильской китобойной флотилии. Зимой буксировала «сигары» с лесом, а летом выходила на промысел. В 1950 году за освоение этого промысла в районах Дальнего Востока награждена орденом Трудового Красного Знамени.
В 1953 году снова вернулась в Москву, была приглашена на работу в Министерство рыбного хозяйства. Однако вскоре вернулась в море. В 1955 году приехала в город Мурманск. Стала первой в мире женщиной-капитаном большого морозильного рыболовного траулера (БМРТ). Поднялась на мостик БМРТ «Николай Островский». Через неделю промысла она уже самостоятельно командовала спуском-подъёмом трала. На «Николае Островском» брали по 25 тонн рыбы в сутки, больше в то время редко кому удавалось. Рейсовое задание перевыполняли в полтора раза, несмотря на осенние штормы. Позднее по одному выходу сделала на БМРТ «Салтыков-Щедрин» и «Златоусте».
В 1957—1965 годах мурманский рыболовный флот относился к Мурманскому совнархозу.
В сентябре 1958 года приняла траулер «Новиков-Прибой». Несколько лет ходила в море на этом траулере. Простоев и лишних переходов избегала. Не было случая, чтобы не справлялась с заданием, не выполнила государственный план, допустила аварию. Она работала творчески: осваивала новые районы лова, искала возможности увеличить производственные мощности БМРТ, внесла интересные предложения об организации перегрузки рыбопродукции в открытом море и в порту. У большинства судов имелось по два трала — рабочий и запасной. Орликова вытребовала третий, резервный, и он пригодился, когда однажды оба имевшихся раскроили о незамеченные подводные скалы. Даже холодильные камеры загружались на её судах по-иному, рациональнее.
Указом Президиума Верховного Совета СССР от 7 марта 1960 года в ознаменование 50-летия Международного женского дня, за выдающиеся достижения в труде и особо плодотворную общественную деятельность Орликовой Валентине Яковлевне присвоено звание Героя Социалистического Труда с вручением ордена Ленина и золотой медали «Серп и Молот».
Более шести лет ходила на промысел на БМРТ «Новиков-Прибой». Последнее время водила в рейсы танкер «Пирятин». Имела авторитет грамотного промысловика, умелого судоводителя, опытного организатора и воспитателя моряков.
Уволилась Орликова из флота 4 февраля 1966 года и возвратилась в Москву. С 1969 вышла на пенсию — в 54 года. Но и после этого выходила в море на ходовые испытания судов. Участвовала в общественной жизни, помогала воспитывать молодежь на примере лучших традиций морского и рыболовного флотов. Награждена юбилейной медалью «В ознаменование 100-летия со дня рождения Владимира Ильича Ленина».
Жила в Москве. Умерла 31 января 1986 года. Похоронена на Ваганьковском кладбище в Москве. Рыбаки Мурманского тралового флота установили на её могиле бронзовый бюст.

## Память
- В её честь в Мурманске названа улица Капитана Орликовой[6].
- На доме № 40 этой улицы установлена мемориальная доска[6].
- Валентине Яковлевне посвящён документальный фильм «Валентина Орликова — единственная женщина-капитан китобойного судна»[6].
- В её честь назван траулер[6].
- В апреле 2022 года её именем названа одна из улиц г. Владивостока[7].